# 法比奧·森比斯奧
法比奧·恩里克·辛普利西奥（英語：Fábio Henrique Simplício，1979年9月23日—），是一名巴西足球运动员，司职中場，曾效力日職球队大阪櫻花。
森比斯奧在家鄉球會聖保羅開始他的職業生涯，合共效力了4年。然後，他離開了巴西以自由身身份加盟帕爾馬，被帕爾馬足球總監薩基發掘後。他效力了兩個令人印象深刻的賽季，並成為球隊的關鍵人物。 2006年6月，他以550万欧元加盟了巴勒莫。2010年夏天他自由转会去了罗马队。

## 連結
- Simplicio's profile (from US Palermo official website)